# NGC 3387
NGC 3387 је галаксија у сазвежђу Секстант која се налази на NGC листи објеката дубоког неба.
Деклинација објекта је + 4° 58' 1" а ректасцензија 10h 48m 16,9s. Привидна величина (магнитуда) објекта NGC 3387 износи 15,0 а фотографска магнитуда 16,0. NGC 3387 је још познат и под ознакама * 10"" np.